# Niggas in Paris
"Niggas in Paris" (op radioversies ook bekend als "In Paris", "Paris" of "Ni**as in Paris") is een nummer van de Amerikaanse rappers Jay-Z en Kanye West. Het nummer werd uitgebracht op hun gezamenlijke album Watch the Throne uit 2011. Op 13 september van dat jaar werd het nummer uitgebracht als de vierde single van het album.

## Achtergrond
"Niggas in Paris" is geschreven door Jay-Z en Kanye West in samenwerking met producers Hit-Boy en Mike Dean. Ook Reverend W.A. Donaldson werd genoemd als schrijver, aangezien het nummer veel samples gebruikt uit zijn nummer "Baptizing Scene". Verder bevat het nummer samples uit "Victory" van Puff Daddy, The Notorious B.I.G. en Busta Rhymes en dialoog uit de film Blades of Glory uit 2007. In een interview vertelde West dat het nummer is geïnspireerd door zijn reizen door de stad Parijs: "Ik ben waar kunst de commercie ontmoet. De sweet spot tussen de hood en Hollywood. Gesprekken hebben met Karl Lagerfeld en Jay-Z binnen een uur. Wanneer we ons in Parijs gek kleden bij modeshows, luisteren we naar Jay-Z. Jeezy in Parijs, zo moet het." Oorspronkelijk bood Hit-Boy het nummer aan rapper Pusha T aan, die het afwees omdat het volgens hem "als een videogame" klonk.
"Niggas in Paris" kende wereldwijd enige hitsuccessen. In de Verenigde Staten was het nummer al voor de officiële single-uitgave genoteerd in de Billboard Hot 100. Uiteindelijk piekte het op de vijfde plaats in deze lijst. In de Hot R&B/Hip-Hop Songs- en de Hot Rap Songs-lijsten werd het een nummer 1-hit. In het Verenigd Koninkrijk bereikte het nummer de tiende plaats. In Nederland kwam het respectievelijk tot de plaatsen 37 en 28 in de Top 40 en de Single Top 100, terwijl in Vlaanderen de zeventiende plaats in de Ultratop 50 werd behaald. In 2013 won het nummer twee Grammy Awards in de categorieën Best Rap Performance en Best Rap Song.

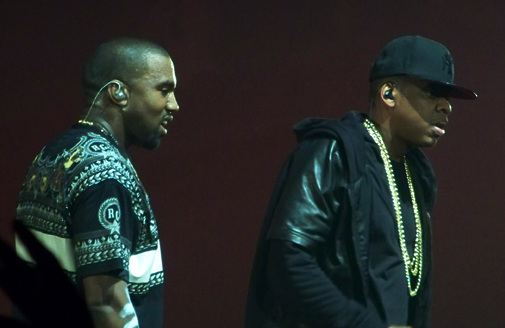
West en Jay-Z tijdens een concert in 2011.

Tijdens liveconcerten werd "Niggas in Paris" altijd meerdere malen ten gehore gebracht. Aan het begin van de tournee ter promotie van Watch the Throne werd het normaal gesproken driemaal in een concert uitgevoerd, maar gedurende de tournee werd het steeds vaker uitgevoerd, met een record van twaalf keer tijdens een concert in Parijs.
De videoclip van "Niggas in Paris" werd opgenomen tijdens de tournee ter promotie van Watch the Throne. Hiervoor werd een live-uitvoering van het nummer door Jay-Z en West tijdens hun laatste concert in Los Angeles gedurende de tournee gebruikt. Deze beelden worden afgewisseld door effecten, beelden van junglekatten en beelden van bekende gebouwen in Parijs, met de Notre-Dame van Parijs als meest prominente voorbeeld. Net als in het nummer bevat de clip ook een kort fragment uit Blades of Glory. Ook Kid Cudi, Hit-Boy en King Chip komen kort in beeld.
Covers, remixen en freestyleraps van "Niggas in Paris" zijn gemaakt door onder anderen Chris Brown met T-Pain, Mos Def, Faith No More, Game, Freddie Gibbs, Lil Wayne, Romeo Miller, Katy Perry, Busta Rhymes, Emilio Rojas, Trey Songz, T.I., Traphik, Chevy Woods en Young Jeezy.

## Hitnoteringen

### Nederlandse Top 40
| Hitnotering: 30-06-2012 t/m 21-07-2012 | Hitnotering: 30-06-2012 t/m 21-07-2012 | Hitnotering: 30-06-2012 t/m 21-07-2012 | Hitnotering: 30-06-2012 t/m 21-07-2012 | Hitnotering: 30-06-2012 t/m 21-07-2012 | Hitnotering: 30-06-2012 t/m 21-07-2012 |
| Week                                   | 1                                      | 2                                      | 3                                      | 4                                      |                                        |
| -------------------------------------- | -------------------------------------- | -------------------------------------- | -------------------------------------- | -------------------------------------- | -------------------------------------- |
| Positie                                | 38                                     | 37                                     | 38                                     | 39                                     | uit                                    |

### Single Top 100
| Hitnotering: 03-03-2012 t/m 06-10-2012 | Hitnotering: 03-03-2012 t/m 06-10-2012 | Hitnotering: 03-03-2012 t/m 06-10-2012 | Hitnotering: 03-03-2012 t/m 06-10-2012 | Hitnotering: 03-03-2012 t/m 06-10-2012 | Hitnotering: 03-03-2012 t/m 06-10-2012 | Hitnotering: 03-03-2012 t/m 06-10-2012 | Hitnotering: 03-03-2012 t/m 06-10-2012 | Hitnotering: 03-03-2012 t/m 06-10-2012 | Hitnotering: 03-03-2012 t/m 06-10-2012 | Hitnotering: 03-03-2012 t/m 06-10-2012 | Hitnotering: 03-03-2012 t/m 06-10-2012 | Hitnotering: 03-03-2012 t/m 06-10-2012 | Hitnotering: 03-03-2012 t/m 06-10-2012 | Hitnotering: 03-03-2012 t/m 06-10-2012 | Hitnotering: 03-03-2012 t/m 06-10-2012 | Hitnotering: 03-03-2012 t/m 06-10-2012 | Hitnotering: 03-03-2012 t/m 06-10-2012 |
| Week                                   | 1                                      | 2                                      | 3                                      | 4                                      | 5                                      | 6                                      | 7                                      | 8                                      | 9                                      | 10                                     | 11                                     | 12                                     | 13                                     | 14                                     | 15                                     | 16                                     | 17                                     |
| -------------------------------------- | -------------------------------------- | -------------------------------------- | -------------------------------------- | -------------------------------------- | -------------------------------------- | -------------------------------------- | -------------------------------------- | -------------------------------------- | -------------------------------------- | -------------------------------------- | -------------------------------------- | -------------------------------------- | -------------------------------------- | -------------------------------------- | -------------------------------------- | -------------------------------------- | -------------------------------------- |
| Positie                                | 98                                     | 96                                     | 72                                     | 87                                     | 58                                     | 35                                     | 33                                     | 38                                     | 28                                     | 36                                     | 30                                     | 43                                     | 51                                     | 54                                     | 60                                     | 51                                     | 32                                     |
| Week                                   | 18                                     | 19                                     | 20                                     | 21                                     | 22                                     | 23                                     | 24                                     | 25                                     | 26                                     | 27                                     | 28                                     | 29                                     | 30                                     | 31                                     | 32                                     |                                        |                                        |
| Positie                                | 34                                     | 36                                     | 50                                     | 52                                     | 57                                     | 57                                     | 69                                     | 75                                     | 72                                     | 64                                     | 73                                     | 62                                     | 67                                     | 74                                     | 77                                     | uit                                    |                                        |

### NPO Radio 2 Top 2000
| Nummer met noteringen in de NPO Radio 2 Top 2000 | '16  | '17  | '18  | '19  | '20  | '21  | '22  | '23  | '24  |
| ------------------------------------------------ | ---- | ---- | ---- | ---- | ---- | ---- | ---- | ---- | ---- |
| Niggas in Paris                                  | 1675 | 1908 | 1349 | 1596 | 1499 | 1374 | 1524 | 1159 | 1349 |

1. ↑  Een vetgedrukt getal geeft de hoogste notering aan.
2. ↑  2016 was het eerste jaar met een notering voor dit nummer.